# Corryocactus serpens
Corryocactus serpens es una especie de planta suculenta perteneciente al género Corryocactus, dentro de la familia Cactaceae. Es endémica de Perú.

## Descripción
Corryocactus serpens es una especie de cactus arbustivo poco ramificado. Los tallos, aunque inicialmente crecen de forma erecta, con el tiempo se vuelven rastreros y colgantes. Tienen la epidermis de color verde, miden de 2 a 3 m de largo y un diámetro de 1 a 2,5 cm.
Presentan de 4 a 6 costillas obtusas sobre las cuales se asientan las areolas. Éstas presentan de 6 a 12 espinas aciculares, rectas, de color marrón y de 1 a 4 cm de largo.
Las flores son de color rojo carmín, miden hasta 2,1 cm de largo y 1,8 cm de ancho. Los frutos son de color verde oliva, miden unos 2 cm de largo y tienen un diámetro de hasta 1,6 cm.

## Distribución y hábitat
El área de distribución nativa de esta especie es Perú (concretamente en el departamento peruano de Huancavelica) y crece principalmente en biomas desérticos o de matorral seco, a una altitud de 2200 a 2600 metros.

## Taxonomía
Copiapoa serpens fue descrita por el botánico alemán Friedrich Ritter y publicada por primera vez en la revista Kakteen in Südamerika 4: 12815en el año 1981.
Etimología
- Corryocactus: nombre genérico otorgado en honor a Thomas Avery Corry (1862-1942), quien como ingeniero de la compañía ferroviaria peruana Ferrocarril del Sur, ayudó a descubrir las plantas. De hecho, las primeras tres especies conocidas del género crecían cerca de la recién construida vía férrea. Además, la terminación cactus es un término latino que alude a las plantas del género Cactaceae.
- serpens: epíteto específico que deriva de las palabra latina serpens (que significa "rastrero"), haciendo referencia al hábito de crecimiento rastrero de la especie.[3]

## Estado de conservación
En la Lista Roja de Especies Amenazadas de la UICN, la especie está clasificada como “Datos Insuficientes (DD)”.

## Usos
Se cultiva principalmente como planta ornamental y su propagación se realiza a través de esquejes o semillas.